# Trung tâm Dự báo khí tượng thủy văn quốc gia
Trung tâm Dự báo khí tượng thủy văn quốc gia, còn gọi là Trung tâm Dự báo Khí tượng Thủy văn Trung ương hoặc Trung tâm Dự báo Khí tượng Thủy văn Việt Nam, là cơ quan dự báo khí tượng (bão, áp thấp nhiệt đới) và thủy văn (lũ lụt) ở Việt Nam. Trung tâm có tên giao dịch tiếng Anh là National Centre for Hydro - Meteorological Forecasting, viết tắt là NCHMF.
Trung tâm Dự báo là đơn vị trực thuộc Tổng cục Khí tượng Thủy văn, Bộ Tài nguyên và Môi trường. Trung tâm Dự báo được thành lập ngày 9 tháng 1 năm 2003, đến nay đã hoạt động 18 năm, có chức năng chính là dự báo bão nhiệt đới, áp thấp nhiệt đới trong khu vực được xác định là phía Tây kinh tuyến 120 độ kinh Đông và phía bắc vĩ tuyến 10 độ vĩ Bắc trên Biển Đông cũng như thông báo lũ trên các sông suối ở Việt Nam.
Trụ sở Trung tâm đặt tại: Tầng 12, tòa nhà Trung tâm Điều hành tác nghiệp khí tượng thủy văn, số 8, phố Pháo Đài Láng, phường Láng Thượng, quận Đống Đa, Hà Nội.

## Ban Giám đốc Trung tâm
- Giám đốc: TS. Mai Văn Khiêm
- Phó Giám đốc:

1. TS. Nguyễn Bá Thủy
2. TS. Hoàng Phúc Lâm
3. ThS. Hoàng Văn Đại

## Cơ cấu tổ chức
(Theo Điều 4, Quyết định số 1600/QĐ-BTNMT ngày 15/6/2023 của Bộ trưởng Bộ Tài nguyên và Môi trường)
- Văn phòng Trung tâm
- Phòng Dự báo thời tiết
- Phòng Dự báo khí hậu
- Phòng Dự báo thủy văn
- Phòng Dự báo số và viễn thám
- Phòng Cảnh báo rủi ro thiên tai